# مضخم

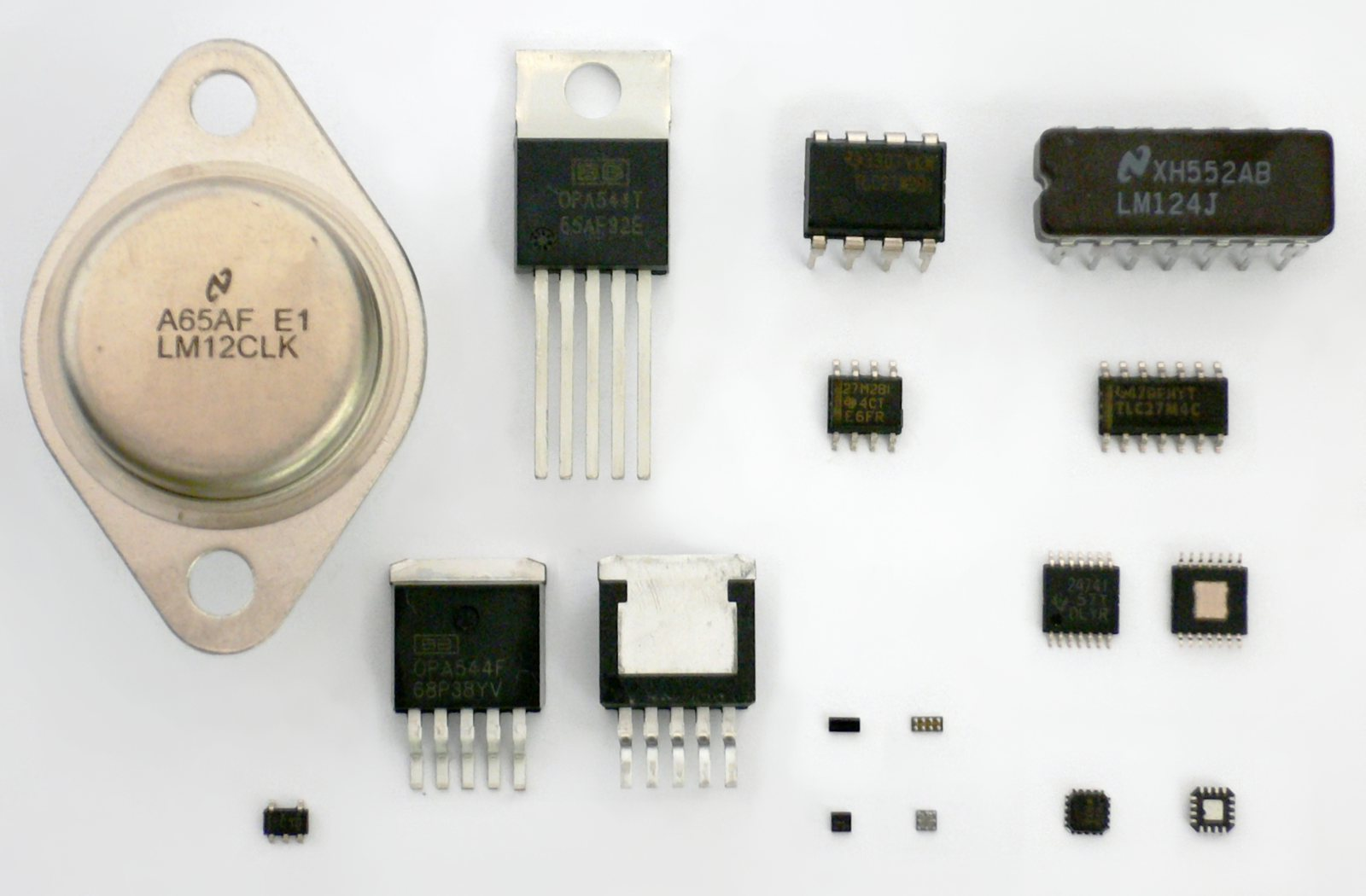
Des amplificateurs opérationnels.

المضخم هو نبيطة الكترونية ترفع الجهد الكهربائي أو التيار أو تزيد من سعة الإشارة (مطال الإشارة) عن طريق استقبال إشارة المدخل وتضخيمها فتنتج إشارة أكبر في المخرج. ويُستعمل المضخم في اتصالات اللاسلكي والإذاعة كما يستعمل بكثرة في المستقبلات الضعيفة. تدعى العلاقة بين إشارة المدخل وإشارة الخرج بدالة النقل والنسبة بين سعتي الإشارتين كسب المضخم أو معامل التضخيم.
أو بمعنى آخر:
مطال جهد المخرج = الكسب * مطال جهد المدخل
أو:
معامل التضخيم =مطال جهد المخرج/مطال جهد المدخل
و يعتمد معامل التضخيم أو الكسب على مقاومتي الدخول والخروج في الدارة.
هو عبارة عن دائرة إلكترونية تزيد من قوة الإشارة باستخدام مصدر طاقة خارجي